# 狄阿娜了望塔

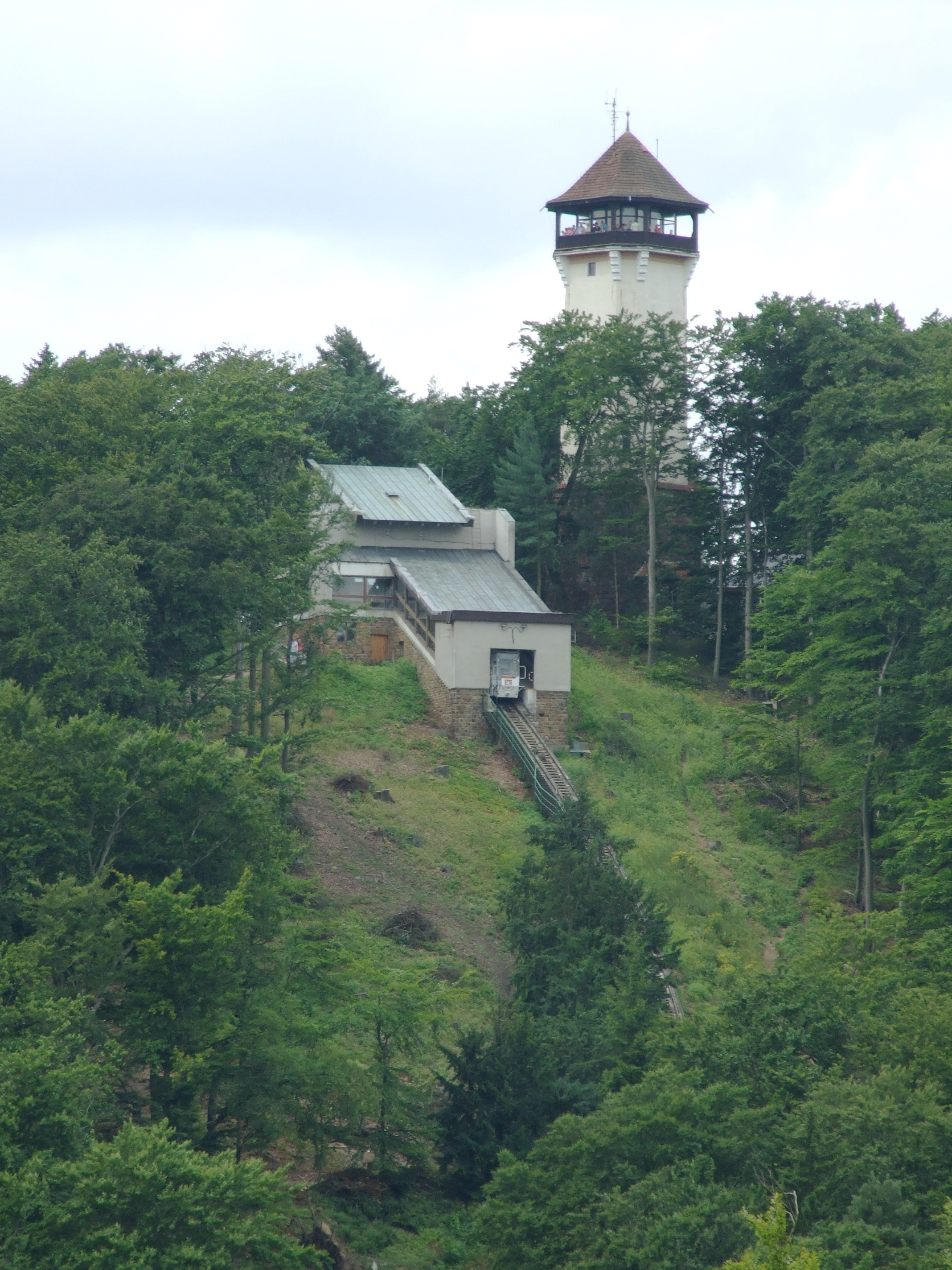

狄阿娜瞭望塔是捷克卡罗维发利的一座瞭望塔，位于海拔556米的山巅，水疗中心以西。

## 历史
1909年，建造缆车和瞭望塔的项目获批准。缆车的建造于1912年8月5日完成。了望塔的建造始于1913年，造价为11万克朗。1914年5月27日，瞭望塔正式开放。从一开始，它就配备了电动升降机，1998年进行了改造。1965年，索道使用了开放式车厢。在1981年关闭后，于1988年恢复运行。

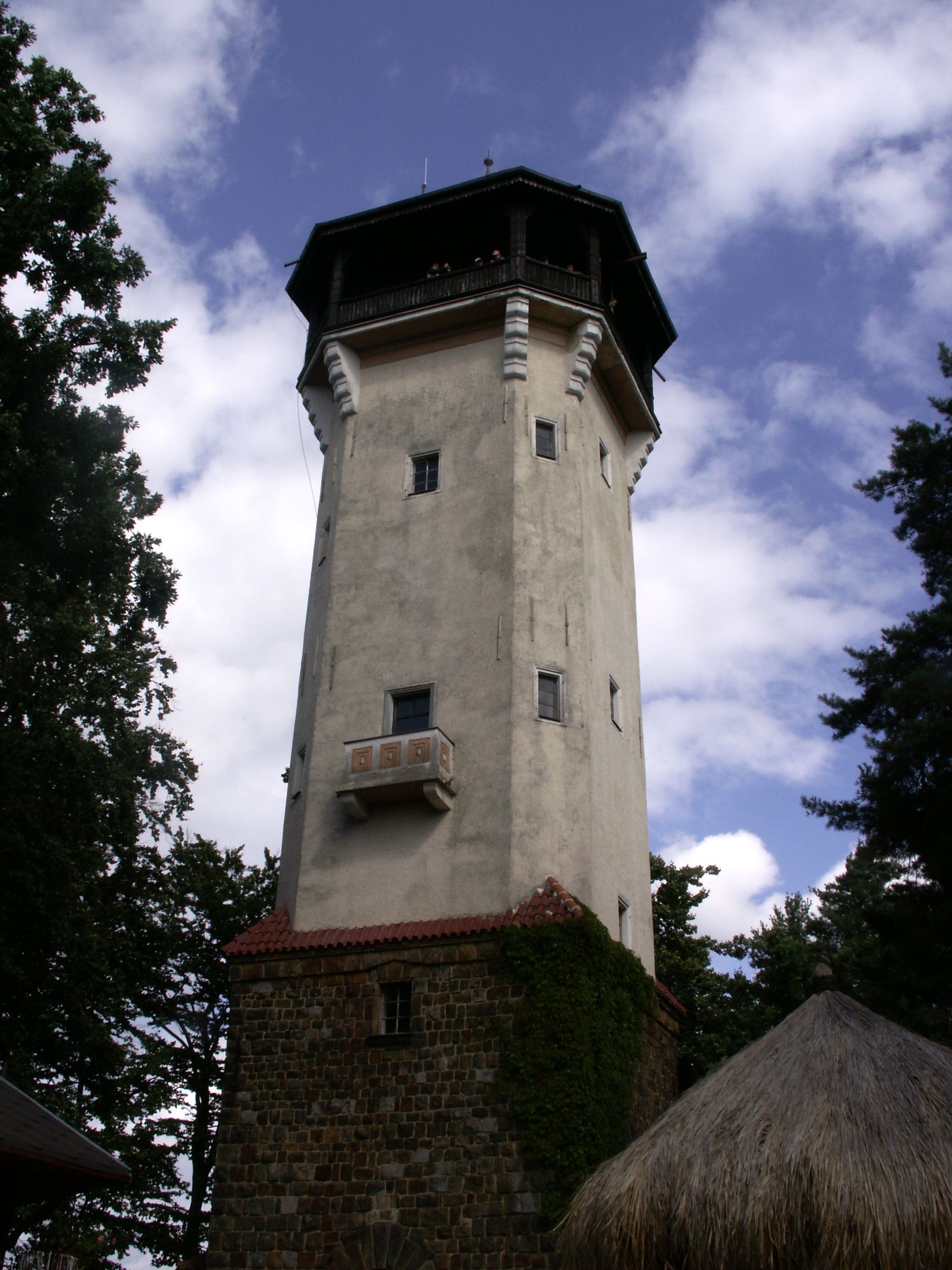

瞭望塔的总高度为40米，走道高35米。楼梯有150级，电梯只有一部，可供8人使用。蝴蝶屋于2015年5月开业，取代了瞭望塔旁的旅游餐厅阳台。

## 访问
可乘坐狄阿娜缆车到达瞭望塔，其登机站位于马里安斯卡街，终点在瞭望塔附近。缆车的长度为453米，爬升167米。也可以沿着蓝色旅游标志步行或沿着众多的水疗路径离开城市。瞭望塔全年开放。

## 景色
从瞭望塔可以看到卡罗维发利市的景色，尤其是温泉区和奥赫热河以及特普拉河河谷。

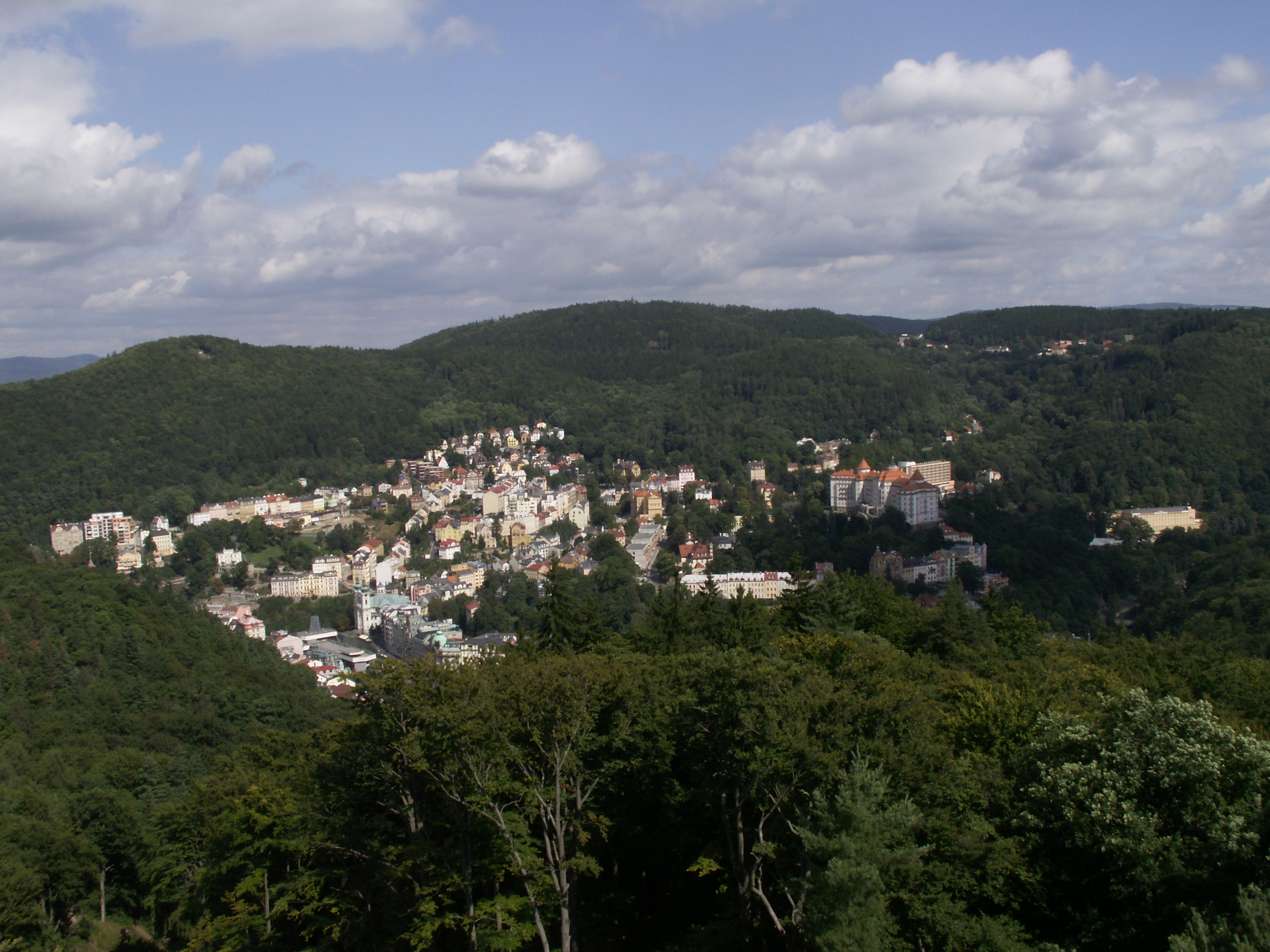